# Aumône générale d'Avignon
Pour les articles homonymes, voir Aumône (homonymie).
L'aumône générale d'Avignon est un ancien bâtiment de bienfaisance, situé à Avignon, dans le Vaucluse, en France.

## Histoire
L’aumône générale d'Avignon est à l’origine un établissement de bienfaisance, créé à la fin du XVe siècle, par le conseil de la ville, dans un but de charité envers les nécessiteux. Ce n'est qu'en 1610 qu'elle s'installe dans le bâtiment, à qui elle donne son nom. À la suite de la loi du 16 vendémiaire an V (7 octobre 1796), l'institution gérant les bâtiments change le nom, pour qu’il devienne « l'hospice des indigents ».
Au milieu du XIXe siècle, le site est transformé en « caserne des passagers », à la suite du rachat des locaux par la municipalité, en 1845 : il servait de cantonnement pour les troupes militaires, dont l'affectation principale n'était pas à Avignon, mais temporairement de passage en ville. En 1890, un nouveau changement d'utilisation intervient, avec l'installation de l’école des beaux-arts d'Avignon, qui restera dans ce lieu, jusqu'à la vente des locaux, en 1998, par la ville. 
L’aumône générale d'Avignon est inscrite au titre des monuments historiques, depuis le 2 mai 1956.

## Description
L'aumône générale est construit sur un plan en « U ». La partie centrale, composée de quatre niveaux, à façade à arcades, date du début du XVIIe siècle. Les ailes, bâties à la suite, son réaménagées par Jean-Baptiste Franque, puis par son fils Jean-Pierre Franque. Les logis des hommes se situaient à l'ouest, ceux des femmes, à l'est. La cour était fermée par un bâtiment, nommé « La Galère », réservé aux femmes « de mauvaises vies ». Cette dernière aile, ainsi que la chapelle, sont détruites en 1890.